# Dobrzyca
Dobrzyca è un comune rurale polacco del distretto di Pleszew, nel voivodato della Grande Polonia.
Ricopre una superficie di 117 km² e nel 2007 contava 8 531 abitanti.